# Fouine
Martes foina · Martre furet boréal, Fouine d'Europe
Cet article concerne l'animal. Pour le filet de pêche, voir Fouine (pêche). Pour le chanteur, voir La Fouine.
Espèce
Statut de conservation UICN

 LC  : Préoccupation mineure
Statut CITES
La Fouine (Martes foina) est une espèce de mammifère carnivore d'Europe et d'Asie, au pelage gris-brun, courte sur pattes et de mœurs nocturnes. Avec la martre, elle appartient au genre Martes, qui relève de la famille des Mustélidés où l'on trouve la belette, le blaireau, la loutre, le vison, le putois et le furet, petits mammifères carnivores se caractérisant souvent par leur odeur forte.

## Histoire
Dans l'Antiquité, les fouines étaient domestiquées pour la chasse aux animaux considérés comme nuisibles tels par exemple les autres mustélidés ou les serpents.

## Dénominations
- Nom scientifique valide : Martes foina  (Erxleben, 1777) [1].
- Nom recommandé ou typique en français : Fouine[2],[3],[4],[5],[6],[7].
- Autres noms vulgaires (vulgarisation scientifique) : Fouine d'Europe[5] ou encore Martre fouine[5],[7](ou Marte fouine[5]).
- Noms vernaculaires (langage courant), pouvant désigner éventuellement d'autres espèces : dans certaines régions du centre et de l'Ouest de la France (comme la Charente ou la Vendée par exemple), on l'appelle un fouin ou un chafouin (chat fouin)[8].

## Description
Sa longueur va de 40 à 54 centimètres et sa masse se situe entre 1,1 et 2,3 kilogrammes. La fouine a une espérance de vie de 3 à 12 ans, l'âge maximal en liberté étant de 10 ans. En captivité ou en élevage, elle peut toutefois atteindre l'âge de 18 ans. Elle est généralement marron ou noire. 
Même si elles ne sont pas interfécondes, la Fouine (Martes foina) et la Martre des pins (Martes martes) sont très proches, à tel point que lors d'une observation la confusion est possible. Le critère le plus direct pour déterminer l'animal observé consiste à observer la couleur du pelage située sous la gorge, sur le poitrail et le haut des pattes. Chez la martre une tache claire de couleur jaunâtre est observable sur le poitrail, alors que chez la fouine cette tache est franchement blanche, couvrant la gorge, le haut des pattes antérieures et le poitrail (voir l'article sur la martre des pins pour d'autres critères d'identification).
Une autre méthode généralement admise pour différencier une Fouine et une Martre des pins : le dessous des pattes de martres est poilu au contraire de celui des fouines. Cette spécificité peut aussi être détectée à la lecture des empreintes dans un sol meuble.

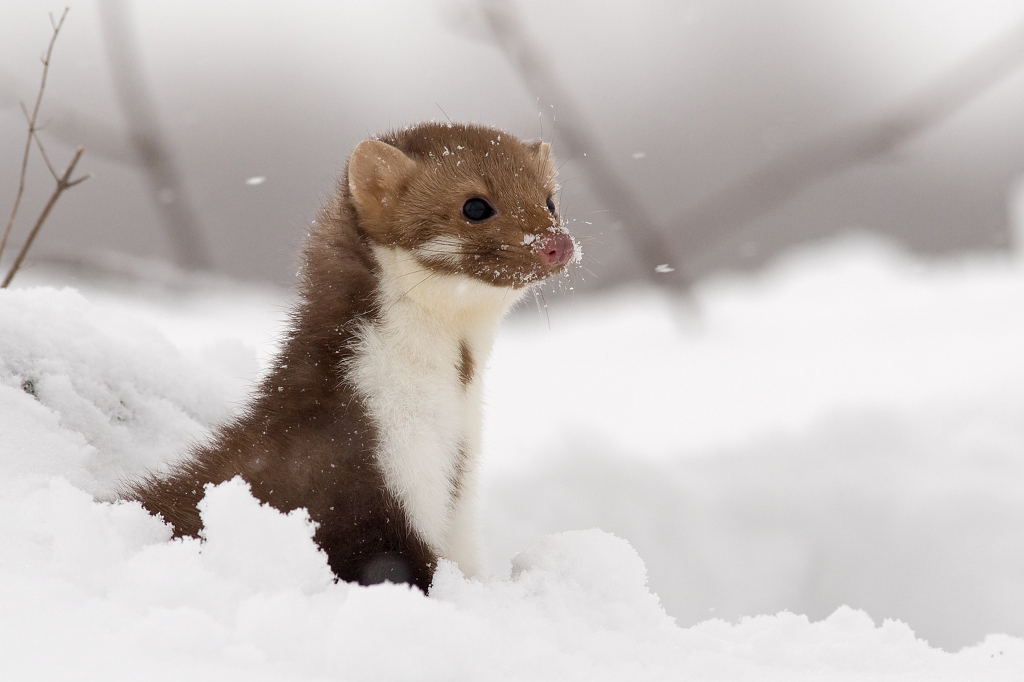
Fouine photographiée en hiver en République tchèque.
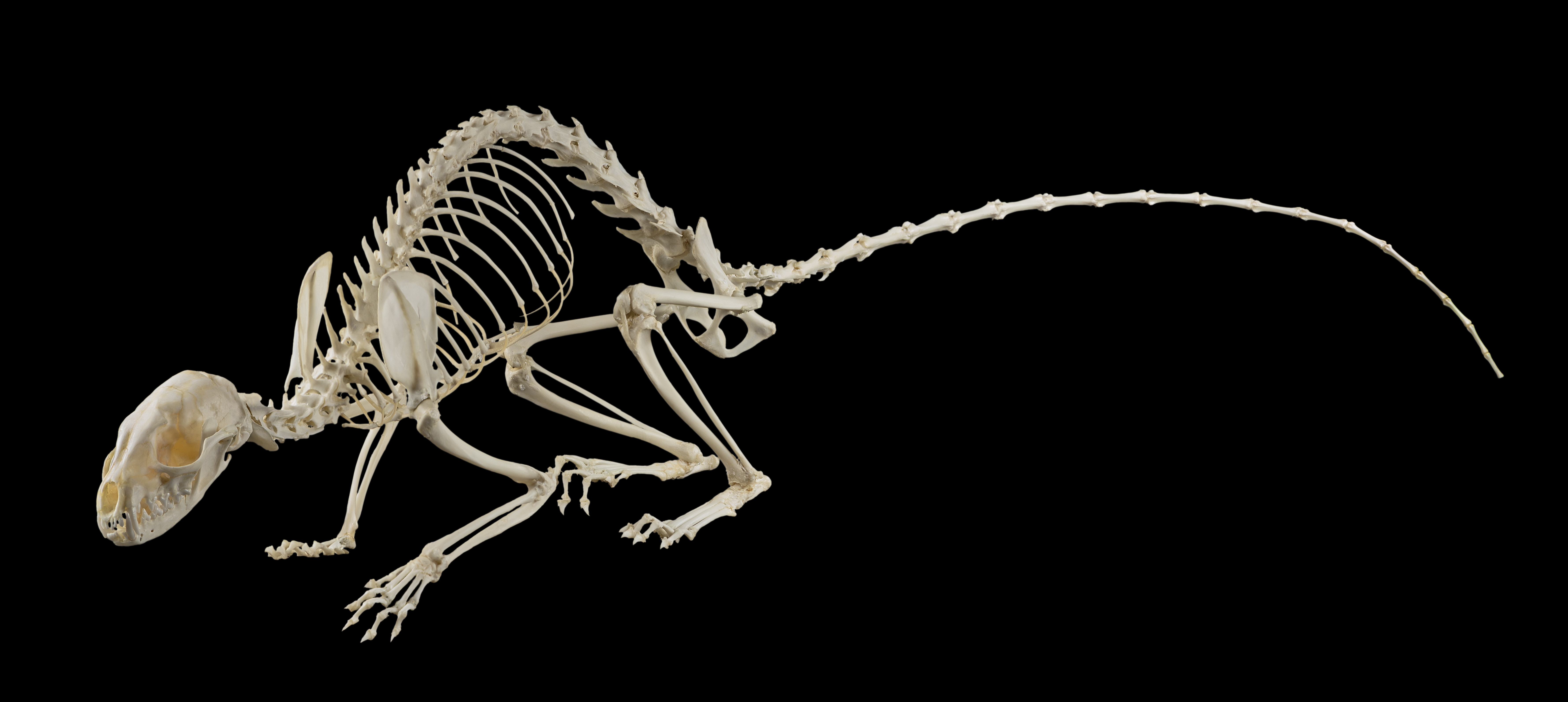
Squelette de fouine.
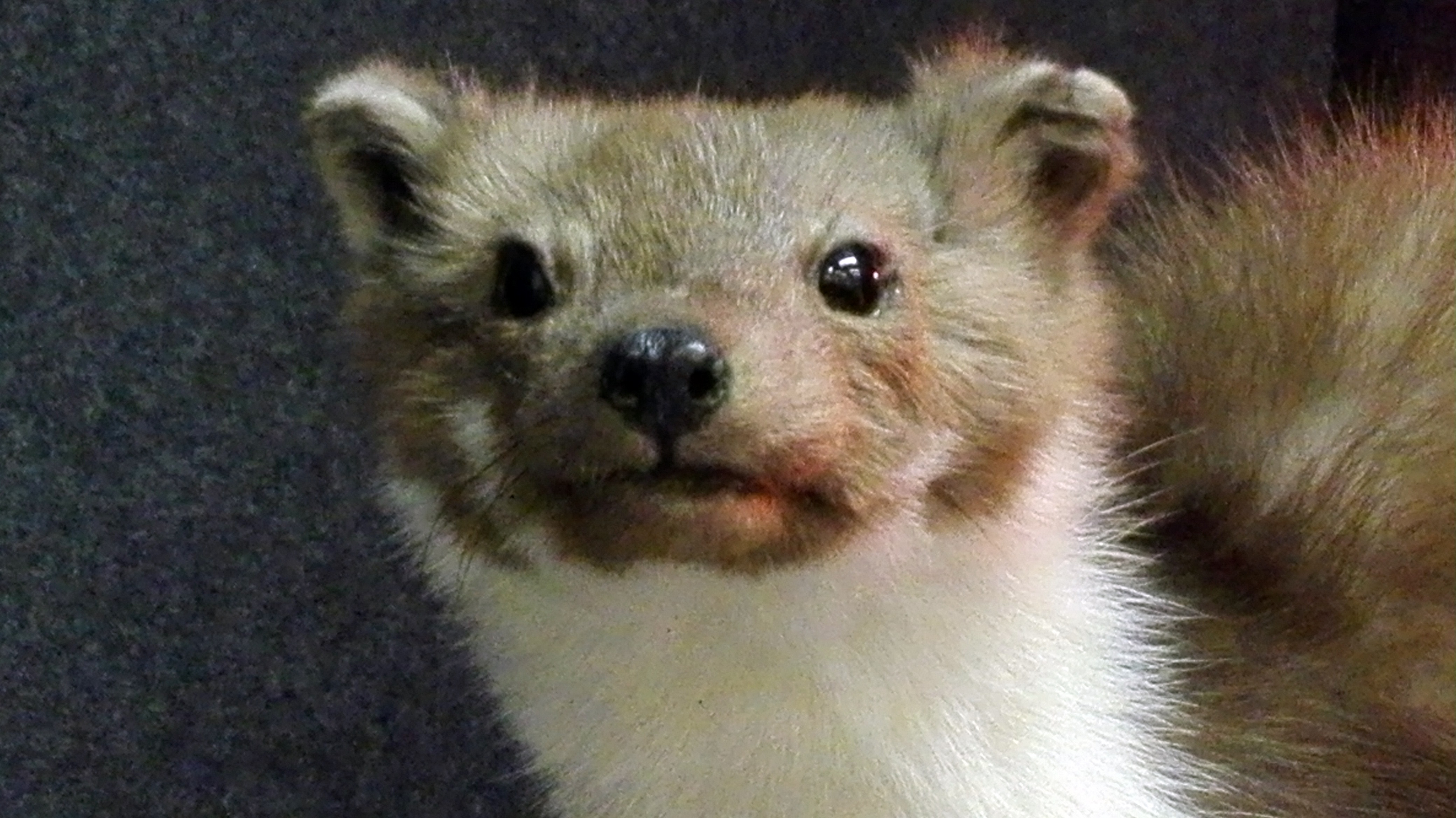
Fouine naturalisée, vue de face.
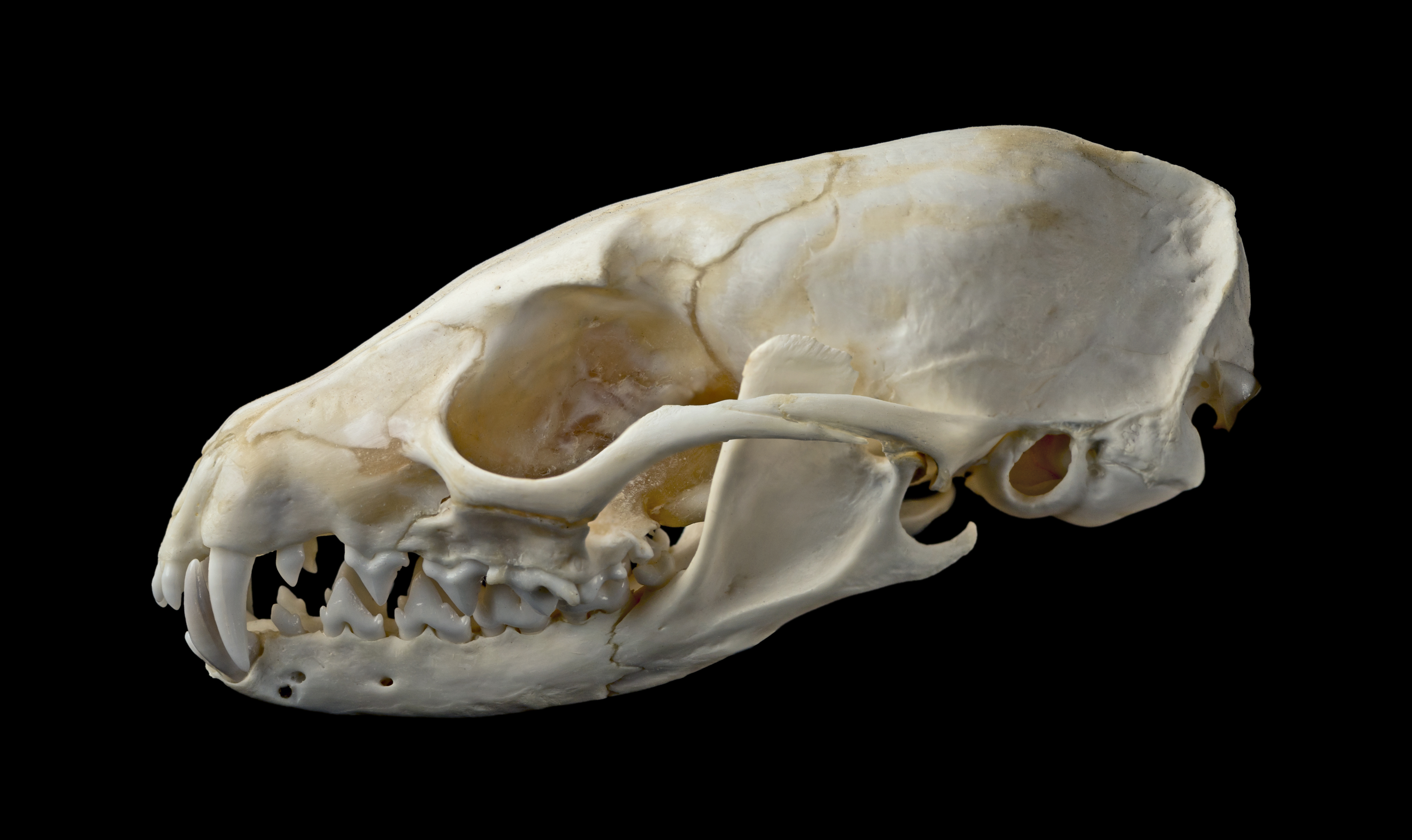
Crâne de fouine.

## Écologie et comportement

### Comportement social
Les fouines sont des animaux solitaires, comme la plupart des autres espèces de martres. Elles évitent leurs congénères en dehors des périodes de reproduction. Il s'agit d'animaux territoriaux qui marquent leur territoire avec des sécrétions et le défendent au moins contre d'autres fouines de même sexe. La grandeur du territoire est variable, mais reste inférieure à celui de la Martre des pins. Leur grandeur va de 0,5 à 4 km2 et varie en fonction du sexe (les territoires des mâles sont plus grands que ceux des femelles), de la saison (ils sont plus petits en hiver), de l'habitat (ils sont plus grands en campagne qu'en ville) et de la nourriture disponible. Leur activité est surtout nocturne. L’espérance de vie de la fouine est d’approximativement douze ans.

### Alimentation
La fouine est opportuniste et se nourrit, selon les saisons, de petits mammifères, de fruits, d'oiseaux, d'œufs, de déchets trouvés près des habitations.

### Reproduction

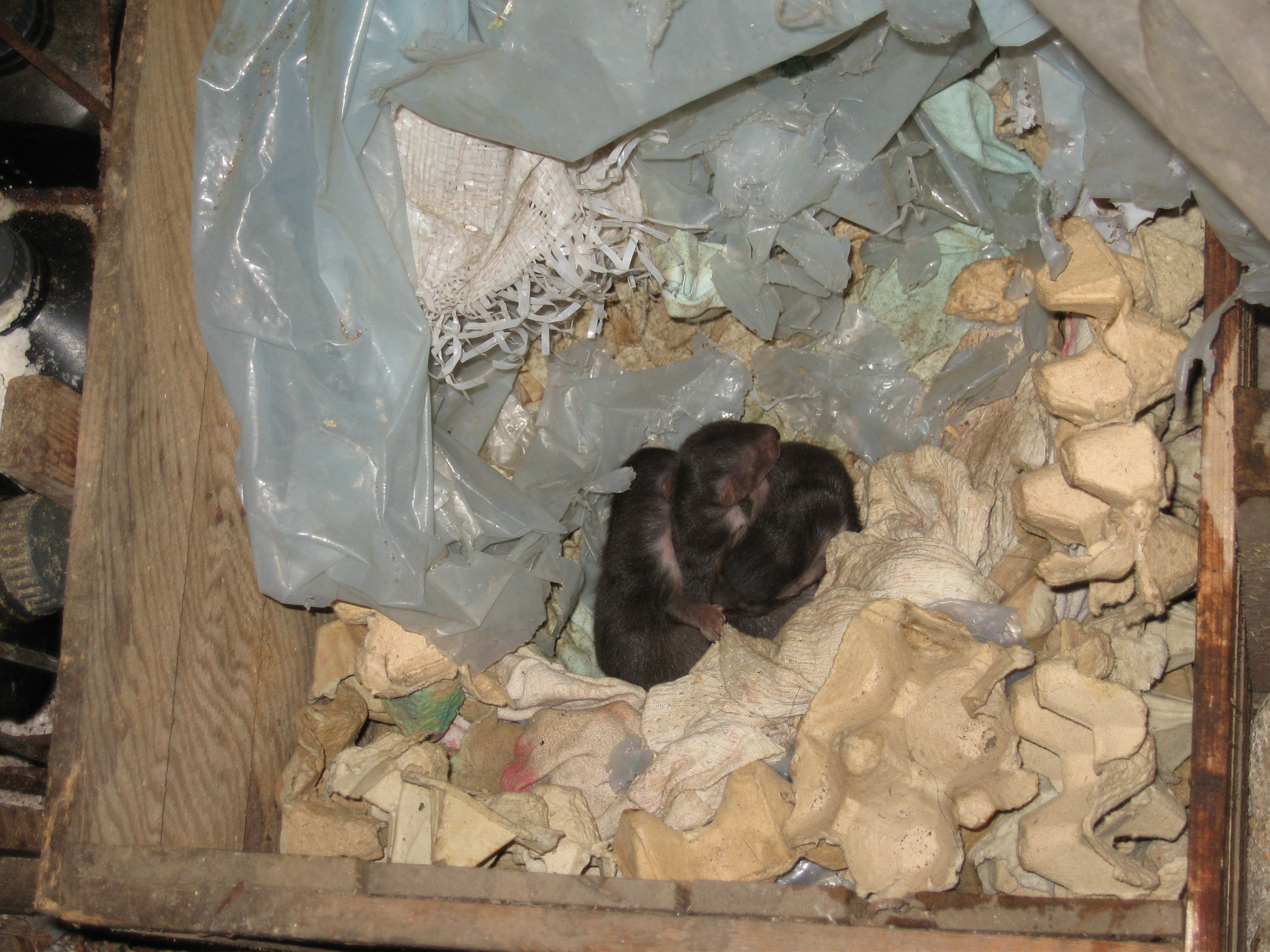
Portée de trois petits, dans la remise d'une ferme, en Bulgarie.

La femelle met bas une fois par an, en mars ou avril, bien que l'accouplement ait eu lieu durant l'été précédent (juin à août). Cette période de huit mois est due à la dormance, mais le temps effectif où la femelle porte ses petits est d'un mois. La portée de la fouine compte de deux à cinq petits qui naissent aveugles et nus. Ils ouvrent les yeux après un mois, sont sevrés après deux mois et sont indépendants à l'automne. La maturité sexuelle est atteinte entre quinze et vingt-sept mois.

## Répartition et habitat

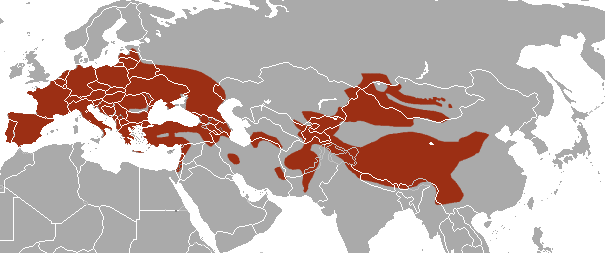
Aire de répartition de la fouine dans le monde.

On trouve des fouines dans une grande partie de l'Eurasie. Son aire de répartition va de l'Espagne à la Mongolie, en passant par l'Europe du Sud et l'Europe centrale et l'Asie centrale. La fouine est absente des îles Britanniques. Une population de fouines a également été introduite dans l'État américain du Wisconsin dans le but de commercialiser leurs fourrures.
La fouine est capable d'occuper des milieux très variés. Elle vit spécialement dans la campagne (bois et vergers) mais aussi à proximité des habitations et jusque dans les villes, gîtant dans les granges et les greniers. Elle grimpe bien mais ne se risque pas aussi haut que la Martre des pins, plus liée à la forêt. Il s'agit d'ailleurs de la seule espèce de martre à ne pas vivre exclusivement dans la forêt.

## Systématique
- L'espèce Martes foina a été décrite par le naturaliste allemand Johann Christian Erxleben en 1777, sous le nom initial de Mustela fouina[10].
- Le nom latin, Martes foina, signifie martre des hêtres, à rapprocher du mot faîne, du latin fagina, le fruit du hêtre (Fagus)[11].
- La localité type est l'Allemagne.
- Reclassée par Philippe Pinel en 1792 dans le genre Martes, dont elle est l'espèce type[12].

### Synonyme
- Mustela fouina Erxleben, 1777 (basionyme).
- Martes domestica Pinel 1792.

### Taxinomie
Liste des sous-espèces
Selon Mammal Species of the World (version 3, 2005)  (9 juin 2013) et Catalogue of Life (9 juin 2013) :
- sous-espèce Martes foina bosniaca (Brass, 1911).
- sous-espèce Martes foina bunites (Bate, 1906).
- sous-espèce Martes foina foina (Erxleben, 1777).
- sous-espèce Martes foina intermedia (Severtzov, 1873).
- sous-espèce Martes foina kozlovi (Ognev, 1931).
- sous-espèce Martes foina mediterranea (Barrett-Hamilton, 1898).
- sous-espèce Martes foina milleri (Festa, 1914).
- sous-espèce Martes foina nehringi (Satunin, 1906).
- sous-espèce Martes foina rosanowi (Martino & Martino, 1917).
- sous-espèce Martes foina syriaca (Nehring, 1902).
- sous-espèce Martes foina toufoeus (Hodgson, 1842).

## La fouine et l'Homme

### Menaces pour l'espèce

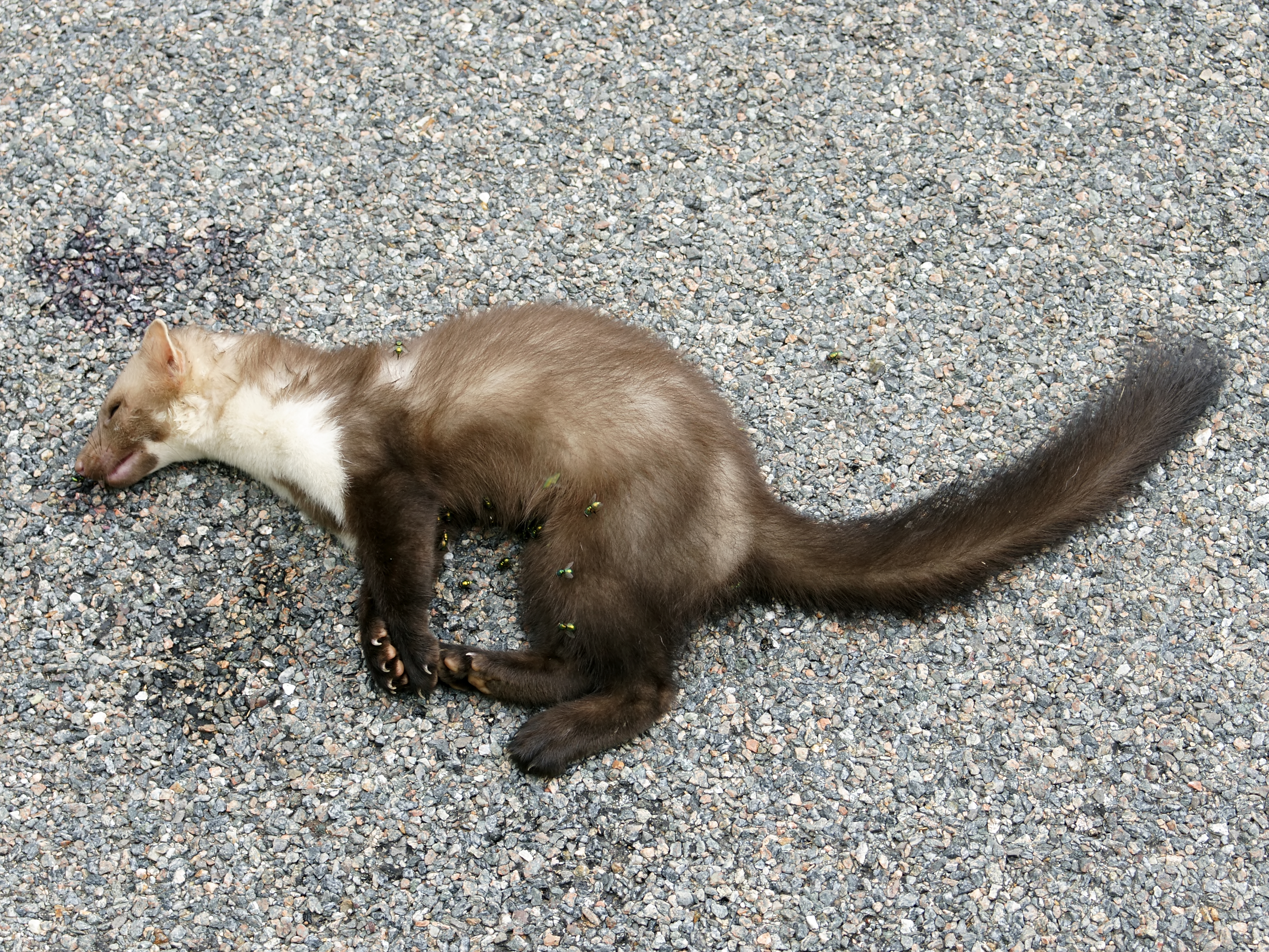
Fouine victime de la route.

Les anticoagulants utilisés contre les rongeurs ont pour effet d'empoisonner toute la chaîne alimentaire qui s'en nourrit. En effet, l'empoisonnement par anticoagulants n'est pas radical. Les victimes agonisent pendant de longues heures et ce, plusieurs jours après la consommation du poison. Or, le propre des prédateurs étant de s'attaquer prioritairement aux animaux les plus faibles, les fouines notamment s'empoisonnent donc à leur tour en consommant des rats, mulots, souris et autres rongeurs agonisants et donc faciles à chasser. De plus, bien souvent, les luttes contre les rongeurs ont lieu généralement au printemps, période de forte augmentation des populations. C'est également la période où les fouines mettent bas. Ainsi, lorsqu'une fouine meurt d'empoisonnement en avril-mai, la probabilité de survie de sa progéniture est très faible.

### Dégâts causés
Il lui arrive de dévaster un poulailler lorsqu'elle est à la recherche d'œufs. Excitée par la panique créée chez les poules, elle tue tout ce qui bouge. Bien qu'elle soit essentiellement carnivore, les produits végétaux (baies et fruits) constituent une part importante de son alimentation.
Elle s'attaque aux circuits électriques des voitures et à l'isolation des maisons, et elle ronge également le caoutchouc. Elle est pour cela souvent considérée comme « nuisible ». À l'inverse, à l’époque de la Rome antique, elle était adoptée pour capturer les souris et dératiser les habitations (en compétition avec son proche cousin le furet). Elle joue encore aujourd'hui un rôle de police sanitaire aux abords des habitations humaines, et s'attaque notamment aux pigeons et aux rats avec beaucoup plus d'efficacité que les chats.
La fouine aime vivre à proximité des habitations humaines ou sous le toit des maisons. Par sa présence et son activité nocturne, elle peut déranger les habitants soit en rongeant ou en déchiquetant des matériaux isolants (gaines de câbles, isolation thermique...), soit par les cris ou cavalcades en période de rut, soit par les odeurs des déjections ou des charognes qu'elle laisse derrière elle,. Elle peut aussi s'attaquer aux petits animaux d'élevage, notamment aux poulaillers.
Le premier moyen de lutte consiste à empêcher au maximum les fouines d'entrer dans les habitations ou les poulaillers, par la pose de grillages ou de cônes et colliers anti-prédateurs sur les chemins d'accès aux combles. Il est possible aussi de les dissuader de rester en utilisant des répulsifs (bruits aléatoires, éclairage, odeurs, ultrasons...). En cas de nuisance importante, le recours au piégeage ou à l'élimination radicale des individus est régi par les législations locales.

### Statut de protection
La fouine n'est pas une espèce menacée à l'échelle mondiale. Elle est classée comme préoccupation mineure (LC = Least Concern) par l'Union internationale pour la conservation de la nature (IUCN).
L'espèce est inscrite à l'annexe III de la CITES.
En France, la fouine est classée « espèce susceptible d'occasionner des dégâts » (ESOD).
En 2009, elle était encore inscrite en France sur la liste d'espèces susceptibles d'être classées nuisibles, ponctuellement et localement. Cet arrêté a été abrogé en 2012.
En 2014, le Conseil d'État a dans un premier temps annulé (dans une décision du 30 juillet applicable immédiatement) le classement en espèce nuisible dans plusieurs départements (Dordogne, Rhône, Isère, Seine-Maritime et Eure-et-Loir).

## La fouine dans la culture
La fouine est présente dans les armoiries de la famille de Faÿ, dont celles de la branche de La Tour-Maubourg, et dans celles des descendants de la branche de Solignac, les du Vivier de Faÿ Solignac.
Laouni Mouhid, un rappeur franco-marocain, est connu sous le pseudonyme La Fouine.
Le terme « fouine » est aussi utilisé pour qualifier une personne sournoise ou vicieuse (ex : Cet homme est une vraie fouine), et le verbe « fouiner » comme synonyme négatif de « fouiller » (ex : Il est encore en train de fouiner).